# Сьюзан Весслер
Сьюзан Ренді Весслер (англ. Susan Randi Wessler; нар. 1953, Нью-Йорк, США) — американська молекулярна ботанікиня і генетикиня рослин. Докторка філософії (1980), заслужена професорка Каліфорнійського університету в Ріверсайді, до 2010 року професорка університету Джорджії, де працювала від 1983 року. Членкиня Національної академії наук США (1998) і від 2011 року її гоум-секретарка (перша жінка на цій посаді), членкиня Американського філософського товариства (2013), іноземна членкиня Лондонського королівського товариства (2017).

## Життєпис
Її батьки не мали вищої освіти. Виросла в Бронксі. Спочатку хотіла стати лікарем, за бажанням сім'ї. У ботаніку потрапила випадково.
Закінчила Вищу наукову школу Бронкса (1970) і університет штату Нью-Йорк у Стоні-Брук (бакалавр біології з відзнакою, 1974). Ступінь доктора філософії з біохімії здобула в Корнелльському університеті 1980 року. У 1980—1982 роках — постдок Американського онкологічного товариства на кафедрі ембріології Інституту Карнегі у Вашингтоні. Від 1983 року асистент-професорка ботаніки університету Джорджії, від 1992 року — повна професорка, від 1994 року — заслужена дослідницька професорка, від 2005 року — регент-професорка. Професорка Медичного інституту Говарда Г'юза (2006). Від 2010 року — в Каліфорнійському університеті в Ріверсайді.
Членкиня ради директорів Американського генетичного товариства і товариства Розалінд Франклін.
Асоційована редакторка PNAS і членкиня редколегії Current Opinions in Plant Biology, а також ради оглядових редакторів Science.
Фелло Американської академії мистецтв і наук (2007) та Американської асоціації сприяння розвитку науки (2006), Американського товариства ботаніків (2013).
Автор «Mutants of Maize» (Cold Spring Harbor Press), а також популярного підручника «Introduction to Genetic Analysis» і більше 120 наукових статей.
Сьюзан Весслер — давня і близька подруга Наташі Райхель, також професорки Каліфорнійського університету в Ріверсайді, нинішньої (з 2018) головної редакторки PNAS.

## Нагороди та відзнаки
- Creative Research Medal (1991) і Lamar Dodd Creative Research Award (1997) Університету Джорджії
- Distinguished Scientist Award, Дослідницька асоція південносхідних університетів[en] (2007, перша відзначена[6])
- Премія Стівена Гейлса, Американське товариство ботаніків (2011)
- FASEB Excellence in Science Award[en] (2012)
- McClintock Prize for Plant Genetics and Genome Studies[en] (2015)
- Премія Інституту біотехнологій HudsonAlpha в галузі наук про життя (2019)[8]